# Sweet Valley High (televíziós sorozat)
A Sweet Valley High (Édesvölgyi Suli) egy amerikai televíziós sorozat, amely Francine Pascal azonos című könyvsorozatán alapul. A sorozatot a Saban Entertainment készítette, és 1994. szeptember 5-étől 1997. október 14-éig sugározták az Egyesült Államokban. Az első három évadot a FOX csatorna mutatta be, a negyedik évadot pedig a UPN csatorna vetítette. A széria összesen 88 epizódot ért meg, a 4. évad gyenge nézettségi eredményeket produkált, ezért további évadokat nem készítettek.
A történet középpontjában a tinédzser ikerpár, Jessica és Elizabeth Wakefield áll, akik Sweet Valley városában élnek. Megformálóik Brittany Daniel és Cynthia Daniel. A sorozatot Magyarországon az RTL Klub kereskedelmi csatorna sugározta 1997-1998-ban.

## Cselekmény
A sorozat cselekménye a bájos szőke ikerpár, Elizabeth és Jessica Wakefield, valamint barátaik körül forog, akik Sweet Valleyben, egy kitalált kaliforniai városban élnek. Liz barátságos, kedves és őszinte, míg ikertestvére, Jessica öntelt, fondorlatos, és mindent megtesz azért, hogy elérje amit akar. Liz barátja Todd, a helyi középiskola kosárlabda sztárja, legjobb barátnője pedig Enid, aki gyakran mesél családi történeteket. Jessica az iskola pom-pom-csapatának kapitánya, minden vágya, hogy híres legyen, és ezért meg is tesz mindent…

## Helyszínek
A sorozat egyes jeleneteit különböző helyszíneken forgatták, melyek a következők voltak:
- Stúdiójelenetek: A sorozatban látható jelenetek többsége a Wakefield-házban, Liz és Jessica szobájában, a Sweet Valley Középiskola folyosóin és tantermeiben játszódik, amelyeket a Saban Stúdió egy hatalmas hangárjában építettek fel a kaliforniai Valenciában. A Moon Beach Cafe, valamint az öltözők, és különböző irodák is a stúdiókomplexumban kaptak helyet.
- Tengerparti jelenetek: A tengerparton játszódó jeleneteket Oxnardban, Santa Monicán és Malibun rögzítették; a szereplők és a stáb egy héten egy vagy két napot töltöttek a külső forgatási helyszínek valamelyikén.
- Vásárlási jelenetek: Azon jeleneteknél, ahol a szereplők vásároltak a Valencia bevásárlóközpontot használták háttérként.
- Sweet Valley Középiskola: A Sweet Valley Középiskola külső képét a Valencia High School szolgáltatta.[3]

## Szereplők
| Szerep                    | Színész              | Magyar hang                      | Évadok     | Év        |
| ------------------------- | -------------------- | -------------------------------- | ---------- | --------- |
| Jessica Wakefield         | Brittany Daniel      | Hámori Eszter                    | 1, 2, 3, 4 | 1994-1997 |
| Elizabeth "Liz" Wakefield | Cynthia Daniel       | Madarász Éva                     | 1, 2, 3, 4 | 1994-1997 |
| Enid Rollins              | Amy Danles           | Dögei Éva                        | 1, 2, 3, 4 | 1994-1997 |
| Lila Fowler (#1)          | Bridget Flanery      | Szalay Mariann                   | 1, 2       | 1994-1996 |
| Lila Fowler (#2)          | Shirlee Elliot       | Szalay Mariann                   | 3, 4       | 1996-1997 |
| Todd Wilkins (#1)         | Ryan James Bittle    | Boros Zoltán                     | 1, 2       | 1997-1999 |
| Todd Wilkins (#2)         | Jeremy Garrett       | Boros Zoltán                     | 3, 4       | 1994-1996 |
| Winston Egbert            | Michael Perl         | Bartucz Attila                   | 1, 2, 3, 4 | 1994-1997 |
| Bruce Patman (#1)         | Brock Burnett        | Csőre Gábor                      | 1          | 1994-1995 |
| Bruce Patman (#2)         | Chris Jackson        | Csőre Gábor                      | 2          | 1995-1996 |
| Manny Lopez               | Harley Rodriguez     | Szuchy Péter                     | 1, 2, 3, 4 | 1994-1997 |
| Devon Whitelaw            | Manley Pope          | Bozsó Péter, Kálloy Molnár Péter | 4          | 1996-1997 |
| Renata Vargas             | Andrea Savage        | Kiss Virág                       | 4          | 1997      |
| Patty Gilbert             | Amarilis             | Németh Borbála                   | 1          | 1994      |
| Cheryl Thomas             | Tyffany Hayes        | Kéri Kitty                       | 2, 4, 4    | 1995-1997 |
| Reginald 'Shred' Patman   | John Jocelyn         | Bolba Tamás                      | 3, 4       | 1996-1997 |
| Koichi Yamasaki           | Michael K. Hayashida |                                  | 1          | 1994-1995 |

## Évadok
- 1. évad: 1994-1995 (22 epizód)
- 2. évad: 1995-1996 (22 epizód)
- 3. évad: 1996-1997 (22 epizód)
- 4. évad: 1997 (22 epizód)

### 1. évad
| 1. | Dangerous Love               | 1994. szeptember 5.  | Szívzűrök                |  |
| Liz összeveszik Toddal, amikor az akarata ellenére szépségkirálynőnek jelöli az iskolai versenyen. Jessicát nem csak Liz jelölése bosszantja, hanem az is, hogy testvére felkelti egy elsőéves egyetemista, Scott Daniels figyelmét. Jessica meggyőzi Lizt, hogy egyezzen bele egy randiba Scottal, hogy aztán Liz helyett ő mehessen el a találkára. Jessica szokás szerint eléri amit akar, ám a dolgok nem egészen úgy alakulnak, ahogy azt tervezte… |                              |                      |                          |  |
| 2. | Oracle On Air                | 1994. szeptember 12. | A sztárhíradós           |  |
| A Sweet Valley High saját hírállomást kap, így a műsorhoz hírolvasót keresnek. Liz és Jessica is harcol a reflektorfénnyel járó posztért, miközben Jessica megpróbálja lenyűgözni az új szerkesztőt. Jessica bármire képes, kicseréli bemutatkozó anyagát Lizével. Időközben Winston – akibe állandóan beleköt Bruce – megpróbál bosszút állni, de úgy tűnik, hogy állandóan felsül… |                              |                      |                          |  |
| 3. | Skin & Bones                 | 1994. szeptember 19. | Az akt                   |  |
| Amikor Jessica tudomására jut, hogy Dakota Dancer nemzetközi kiállításra készül és Enidet akarja lefesteni, eléri, hogy ő lehessen a modell. Azt hazudja Enidnek, hogy Dakota meztelen képet akar róla készíteni. Annak ellenére, hogy Jessica bikiniben áll modellt a festőnek, amikor leleplezik a képet az iskolai bemutatón kiderül, hogy Dakota aktképet festett a lányról. Az egész iskola Jessicán nevet, miközben Liz és a társaság nekilát, hogy megakadályozza a festmény kiállítását. Az iskola diákjai is feldúltak, mivel az igazgató leveszi a faliújságról a róla készült vicces fotót; Liz pedig kiáll a diákok jogaiért. |                              |                      |                          |  |
| 4. | Critical Mess                | 1994. szeptember 26. | A főszerep               |  |
| Az a pletyka terjed az iskolában, hogy Bruce nagybátyja híres hollywoodi rendező, aki Sweet Valleybe érkezik egy forgatásra. Jessica eltökélt szándéka, hogy szerepet kapjon Bruce nagybátyjától, ezért elküldi az iskolai lapban megjelent kritikát a Macbethről (amiben Lady Macbethet játszotta) Andy Patmannek, anélkül hogy elolvasná a cikket, amit Liz az előadásról írt. Liz kritikája szerint azonban Jessica túlzásba vitte a szerepét. Jessica Lizt okolja, amiért nem kapott szerepet, különösen amikor megtudja, hogy Lila (aki az egyik boszorkány szerepét játszotta a Macbethben) szerepelni fog Andy filmjében. Liz – hogy jóvátegye cikkét – elmegy Andy Patmanhez, és szerepet szerez Jessnek… egy reklámban.                           |                              |                      |                          |  |
| 5. | What, Me Study?              | 1994. október 3.     | Lopott kémia doga        |  |
| Jess bukásra áll kémiából, és ha nem tudja jól megírni a következő tesztet, akkor a pom-pom csapatból is kirúgják. Winston sikeresen feltöri a kémiatanár, Mr. Russo számítógépes jelszavát, és felfedez egy olyan szerelmes levelet, amit a tanár a titkárnőnek írt. Winston másolatokat készít a levélről, és elkezdi terjeszteni az iskolában. Jess arra használja Winston felfedezését, hogy megszerezze tőle a jelszót, és ellopja a teszt kérdéseit, aminek következtében Jessica dolgozata kiválóra sikerül. Mr. Russo rájön, hogy valaki feltörte a jelszavát, és azonnal Jessicára gyanakszik. Bejelenti, hogy a tesztet újra kell írni, és amikor Jessica ismét megpróbálja ellopni a kérdéseket, leleplezi…                                     |                              |                      |                          |  |
| 6. | Almost Married               | 1994. október 10.    |                          |  |
| Liz szülei elutaznak hétvégére, Toddék házát pedig festik. Liz meghívja Toddot, hogy töltse náluk a hétvégét, hogy többet lehessenek együtt. A közös hétvége jól indul, de egy idő után a pár őrületbe kergeti egymást. Jessica arra használja ezt az alkalmat, hogy megzsarolja Lizt; szüleik távollétében bulit akar rendezni, és a vészhelyzet esetére Liznél hagyott hitelkártyán új ruhát vesz. A káosz akkor hág a tetőfokára, amikor egy véletlen baleset folytán Jessica ruhája tönkremegy, amit így Jess nem vihet vissza az áruházba, hogy visszakapja az árát… |                              |                      |                          |  |
| 7. | The Curse of Lawrence Manson | 1994. október 17.    | Lawrence Manson szelleme |  |
| Halloweenkor a társaság partyt rendez az iskolában, ahol kapcsolatba akarnak lépni Lawrence Mansonnal, egy egykori diákkal, aki pontosan 25 évvel ezelőtt halt meg az iskolában. Hozzáfognak a szellemidézéshez, azonban az események váratlan fordulatot vesznek. Vajon az egész csak tréfa, vagy Lawrence bolyong az iskolában hogy bosszút álljon? |                              |                      |                          |  |
| 8. | The Prince of Santa Dora     | 1994. október 24.    | Santa Dora hercege       |  |
| Elizabeth levelezőpartnere, Arthur Castillo herceg látogatóba érkezik Sweet Valleybe. Jessica és a herceg az első perctől fogva kölcsönös vonzalmat éreznek egymás iránt. Jess segít Arthurnak megszöknie a testőre elől, hogy együtt töltsenek egy mókás délutánt. Jessica úgy érzi szerelmes és már arról álmodozik, hogy ő lesz Santa Dora hercegnője – azonban Lila felfedezi, hogy Arthurnak már van menyasszonya, a hírt pedig nyilvánosan készül bejelenteni… |                              |                      |                          |  |
| 9. | Coma                         | 1994. október 31.    | Kóma                     |  |
| Amikor Jess szó nélkül távozik a Moon Beachből, Liznek nincs más választása, mint hogy elfogadja Todd ajánlatát, és a motorjával induljanak útnak. (különben Liz lekési egy találkozóját) Az út során Liz és Todd balesetet szenvednek, és míg Todd gyakorlatilag sérülés nélkül megússza a balesetet, Liz kómába kerül. Jess a kórházban Liz mellett marad, míg testvére magához nem tér. Azonban úgy tűnik, hogy a kómából visszatérő Liz olyan személyiségváltozáson ment keresztül, ami még Jessicának sok. |                              |                      |                          |  |
| 10. | Uh-Oh Seven                  | 1994. november 7.    | Platina Szöszi           |  |
| Miután megnéz egy James Bond filmet, Liz megpróbál egy hasonló történetet írni azzal a különbséggel, hogy az ő sztorijában a nők a hősök, a férfiak pedig a gyenge jellemek. Liz főszereplője Platina Szöszi, egy szuperkém, aki nekilát, hogy felgöngyölítsen egy rejtélyes ügyet, amiben kulcsszerep jut egy videójátéknak. |                              |                      |                          |  |
| 11. | Secrets                      | 1994. november 14.   | Titkok                   |  |
| Enid új barátja, Ronnie őt választja egy drogellenes kampány szóvivőjének, ami egy országos turnéval is együtt jár Steven Tylerrel. Enid bizalmasan elmondja Liznek, hogy ideges, mert régebben drogproblémái voltak. Jessica kihallgatja a beszélgetést, és megpróbálja arra használni az információt, hogy megszerezze magának a szóvivői pozíciót. Amikor Ronnie tudomást szerez Enid múltjáról kirúgja őt a kampányból… és az életéből is. |                              |                      |                          |  |
| 12. | Photographic Evidence        | 1994. november 21.   | Emberrablás              |  |
| Liz a parton fényképez, miközben meglát két gyanús férfit, akik egy másik embert tuszkolnak be az autóba. A két férfi meglátja, hogy Liz lefotózta őket, ezért utána erednek, de a lánynak sikerül elmenekülnie. Liz később megtudja, hogy az egyik közülük voltaképpen egy ügy koronatanúja, aki rejtélyes módon eltűnt. Liz a rendőrségre megy, de mivel a fotó homályosan sikerült, nem hiszik el a történetét. Míg Winston megpróbálja retusálni a fotót, Jessica oldalán feltűnik Chad, aki egyike a fotón szereplő férfiaknak. Chad azt hiszi, hogy Jessica Liz, és a lány nem is fedi fel kilétét, csak hogy randizhasson Chaddel. Azonban Jess nehéz helyzetbe kerül, amikor Chad követelni kezdi a fényképet…                                     |                              |                      |                          |  |
| 13. | Club X                       | 1994. november 28.   | X klub                   |  |
| Jessica csatlakozni akar az X klubhoz, ami egy zártkörű klub és tagjai különböző balhékat csinálnak az iskolában. Bruce először nem akarja, hogy egy lány is csatlakozzon a klubhoz, később azonban meggondolja magát, és beavatás gyanánt kitalálja, hogy Jessica öntsön tisztítószert az avatás előtt álló szökőkútba. Jessica meg is teszi, amit tőle kérnek, azonban lebukik az iskola igazgatója előtt. Időközben, Todd megpróbál extra pénzt keresni; félpályás kosárlabda meccseket játszik, hogy el tudja vinni Lizt egy hétvégére. De ahogy a bankszámlája nő, úgy az egója is. Liz és Winston megpróbálják felnyitni a szemét azáltal, hogy egy profi kosaras segítségét kérik, aki aztán megleckézteti Toddot.                                  |                              |                      |                          |  |
| 14. | Poetic Injustice             | 1994. december 5.    |                          |  |
| Néhányan a társaság tagjai közül érdeklődni kezdenek egyik tanáruk, Adam Buchman versei és költészete iránt. Amikor Jessicát azzal ugratják, hogy nem eléggé kifinomult a költészethez, elmegy egy felolvasói estre, hogy megcáfolja a többieket. Jess az esten unatkozik, érdeklődése csak akkor ébred fel, amikor végre meglátja Adamet. Jess a találkozás után személyiség- és külső változáson megy keresztül (hirtelen érdeklődni kezd a költészet iránt), de sajnos írói vénája még mindig fejletlen. A kétségbeesett Jessica ellopja Liz egyik versét, és a következő felolvasó esten a lopott művel áll ki a közönség elé… |                              |                      |                          |  |
| 15. | Stolen Diary                 | 1994. december 12.   |                          |  |
| Jessica féltékeny Toddra, mert Liz minden idejét vele tölti. Jessica azt mondja Peggynek, hogy tetszik Toddnak, és van rá esélye, hogy elszakítsa Liztől. Peggy megcsókolja Toddot, Liz pedig rajtakapja őket, és azonnal szakít a fiúval. Jessica randit szervez Liznek Chris-szel. Liz a randi után visszautasítja Christ, aki arra használja a lány megtalált naplóját (a napló kiesik Liz táskájából Chris kocsijában), hogy az iskolában terjessze Liz titkait. Hamarosan Liz összes barátja dühös rá, Jessicának pedig lelkiismeretfurdalása van, és nekilát, hogy helyrehozza a dolgokat… |                              |                      |                          |  |
| 16. | Love on the Line             | 1995. január 2.      |                          |  |
| Miközben Enid egy telefonos lelkisegély szolgálatnál dolgozik, segít Mike-nek, aki egy másik iskola focicsapatának hátvédje, hogy túltegye magát a szülei válásán. Enid beleegyezik, hogy személyesen is találkozzon Mike-kal, de az utolsó pillanatban visszakozik, mert megijed, hogy Mike nem fogja elég csinosnak találni. Megkéri Jessicát hogy kísérje el a találkára, aki bele is egyezik, de csak azért, hogy lecsapja Mike-ot Enid kezéről… Winston lelkesen várja az új japán cserediákot, Koichit. |                              |                      |                          |  |
| 17. | Working Girl                 | 1995. január 9.      |                          |  |
| Lila apja arra kényszeríti a lányát, hogy a Moon Beach-ben dolgozzon. Lila megtetszik Heath-nek, aki a húst szállítja, és Lilának is tetszik Heath. Mindazonáltal Lila rájön, hogy el kell titkolnia, hogy ő valójában gazdag, mert úgy tűnik Heath nem kedveli a gazdag embereket. Jessica egy feltörekvő divattervezőnél, Danténél kezd dolgozni, de hamar rájön, hogy csak azért vették fel, hogy kávét főzzön, és hasonló haszontalan feladatokat lásson el. Jess tervez egy dzsekit, és megmutatja Danténak, aki nem tartja figyelemre méltónak a tervet. Jessica legnagyobb meglepetésére azonban Dante divatbemutatóján feltűnik az általa tervezett dzseki…                                                                                        |                              |                      |                          |  |
| 18. | Dancing Fools                | 1995. január 23.     | Táncverseny              |  |
| Elérkezik a minden évben megrendezett táncverseny, melynek nyertesi szerepelhetnek a televízióban. Jessica – aki az utóbbi két évben megnyerte a versenyt – megdöbben, amikor táncpartnere, Franco otthagyja őt, hogy turnéra induljon Madonnával. Különösen dühös, amikor megtudja, hogy Lilának profi táncpartnere (Rico) lesz, akit az apja szerzett neki. Jess kelletlenül beleegyezik, hogy Winstonnal táncoljon. Azonban amikor Lila a táncverseny előtt néhány nappal elutazik a városból, Jessica meggyőzi Ricót, hogy táncoljon vele. Lila végül a csalódott Winstonnal lép a táncparkettre. Időközben Todd megtagadja, hogy Lizzel táncoljon, mert utál táncolni, azonban mégis rosszul esik neki, amikor Liz Koichit választja táncpartnerének… |                              |                      |                          |  |
| 19. | Kidnapped (1)                | 1995. január 30.     |                          |  |
| Miközben Liz ápolónőként kezd dolgozni a helyi kórházban, rájön, hogy a kórház betege Jeremy Frakes, a híres talk show házigazdája. Amikor Jessica értesül a hírről úgy dönt, hogy ő is beáll önkéntes nővérnek a kórházba, de úgy tűnik, csak problémát okoz a jelenlétével. Időközben Todd féltékeny, mert Liz egyre több időt tölt Winstonnal. Todd azt gyanítja, hogy legjobb barátja szerelmes Lizbe, különösen amikor a lány titokzatos virágcsokrokat és leveleket kap… |                              |                      |                          |  |
| 20. | Kidnapped (2)                | 1995. február 6.     |                          |  |
| A társaság a város új szívtiprójának - Nicholas Morrow – partyjára készül, amikor Lizt az éjjeli műszakja után elrabolják. Amikor Liz nem érkezik meg a Partyra, Todd rögtön érzi, hogy valami baj van, és Jessicával mindenütt keresni kezdi Lizt, miközben felfedezik, hogy elrabolták. Közben Winston az emberrablás helyszínére megy, hogy körülnézzen, de letartóztatják, ami mindenkit arra késztet, hogy azt higgye, ő lehet aki elrabolta Lizt… |                              |                      |                          |  |
| 21. | Kidnapped (3)                | 1995. február 13.    |                          |  |
| Amikor kiderül, hogy Peter megszökött a börtönből, Lizt és Jesst védőőrizet alá helyezik. Miután két hetet átvészelnek veszély nélkül, Jessicának kezd elege lenni, és sikeresen megszökik az őrizet alól. Szerencsétlenségére egyenesen Peterbe fut bele, aki elrabolja, miközben azt gondolja, hogy ő Liz. Amikor Peter rájön, hogy Jessicát rabolta el, halálos csapdát állít fel, hogy közelebb kerülhessen Lizhez… |                              |                      |                          |  |
| 22. | Say Goodbye                  | 1995. február 20.    | A búcsú                  |  |
| Toddot felveszik a Fairmont Akadémiára, ahonnan számos tehetséges NBA reménység került ki. Csakhogy az iskola Vermontban van. Liz nehezen dolgozza fel, hogy Todd hamarosan elköltözik, és érzékenyen érinti, hogy az utolsó napokat sem tudják együtt tölteni. Az utolsó Sweet Valleyben töltött napon Liz és Todd összevesznek, és nem beszélnek két hétig. Ekkor Nicholas randira hívja Lizt, Jessica pedig megrémül, mivel tetszik neki Nicholas. Jess ezért elhatározza, hogy újra összeboronálja Lizt és Toddot… |                              |                      |                          |  |

### 2. évad
| 1. | Summer Lovin'                                | 1995. szeptember 11. |                |  |
| A nyár a vége felé jár, és a baráti társaság megtudja, hogy Todd visszatért Sweet Valleybe. Liz kezdetben boldog, de úgy véli, hogy Todd rosszkedvű és levert. Bár megpróbálja jobb kedvre deríteni, Todd szakít vele. Liz később rájön, hogy Toddot kitették a csapatból. Jessica eltökéli, hogy győzelemre vezeti a csapatát a nyárvégi parti olimpián Bruce csapata ellen – még a különböző taktikától sem riad vissza. Manny – aki a nyarat többnyire tv-zéssel töltötte – egyre többet gondol Enidre…. |                                              |                      |                |  |
| 2. | Model Behavior                               | 1995. szeptember 18. |                |  |
| Elkezdődik az új iskolai év Sweet Valleyben. Egy híres modell, Tatyana Thomas (Cheryl) érkezik a városba, azt remélve, hogy új életet kezdhet. Azonban ez olyan egyszerű, mint ahogyan remélte… |                                              |                      |                |  |
| 3. | Promotional Rescue                           | 1995. szeptember 25. |                |  |
| Bruce lesz a Moon Beach új főnöke, miután apja megveszi a helyet. Bruce azt reméli, hogy lenyűgözheti apját; Winstont kirúgja, üzleti partnerként pedig felveszi Jessicát. Időközben Cheryl és Enid úgy dönt, hogy kempingezni viszik Lizt, azt remélve, hogy a lány túljut Toddon, és végre elkezd felejteni… |                                              |                      |                |  |
| 4. | Dark Side of the Moonbeach                   | 1995. október 2.     |                |  |
| Elizabeth úgy dönt, eljött az ideje, hogy újra randizzon. Jessica, Lila és Enid segítségével és tanácsait követve több fiúval is találkozik. Winston rajtakapja Toddot és néhány barátját, amint éppen ellopnak egy autót. Lilát apja spórolásra inti… |                                              |                      |                |  |
| 5. | IQ Commeth                                   | 1995. október 9.     |                |  |
| Jessica – akárcsak mindenki más – meglepődik, amikor kiderül, hogy ő kapta a legmagasabb pontszámot az egyetemi alkalmassági teszten. Őt és Mortimert választják, hogy képviseljék az iskolát a tudományos versenyen. Bár Jessica tudja, hogy teszteredményei hibásak voltak, úgy dönt, mégis részt vesz a versenyen. Winston feldühíti Todd két barátját, akik 200 dollárt követelnek tőle – de Winstonnak nincs ennyi pénze. Liz segíteni akar Winstonnak; kölcsön akarja adni neki a pénzt, de rájön, hogy Jessica szó nélkül elvette a pénzét, hogy új ruhát vegyen magának. Végül Cheryl próbálja kisegíteni Winstont; ökölvívást tanít neki, hogy kiállhasson a két erőszakos zsaroló ellen. |                                              |                      |                |  |
| 6. | False Possessions                            | 1995. október 16.    |                |  |
| Enid sokat beszélget Toddal, és elkezd érezni iránta valamit. Később randira hívja Toddot, aki el is fogadja a meghívást, de csak egyszerű baráti találkára készül. Lila beköltözik a Wakefield-házba, amíg náluk rovarirtás zajlik. Jessica és Lila a bevásárlóközpontba mennek, ahol Jess bolti lopáson éri Lilát. Lila azt mondja Jessicának, hogy csak a nagy sietségben tett el egy ruhát a táskájába, és nincs semmi jelentősége. Ekkor Jessica is ellop pár ruhát, ám a biztonsági őrök mindkettejüket elkapják lopásért… |                                              |                      |                |  |
| 7. | A Fair to Remember                           | 1995. október 23.    |                |  |
| Az új edző arra kéri Toddot, hogy mutassa meg a fiának a várost. Jason csendes és félénk fiúnak tűnik, miközben az összes helyi lányt randira hívja. Jason nemcsak Lizzel megy el randizni, de Jessicát is találkára hívja. Időközben Todd rájön, hogy mit művel Jason, és megpróbálja ráébreszteni a lányokat, hogy a fiú mindkettőjükkel találkozgat… |                                              |                      |                |  |
| 8. | It's My Party and I'll Ditch It If I Want To | 1995. október 30.    |                |  |
| Jessica unalmasnak és gyerekesnek tartja a lányos pizsamapartyt, amit minden évben a Wakefield-házban rendezek meg. Bruce vacsorára hívja Jessicát, ahol Harvardi barátai is részt vesznek. Jessica úgy dönt, hogy elfogadja a meghívást, de a vacsora alatt rájön, hogy a party nem is olyan unalmas… |                                              |                      |                |  |
| 9. | Blunder Alley                                | 1995. november 6.    |                |  |
| Bruce egy automata jövendőmondót állít a Moon Beachbe, amit Jessica és Lila ki is próbál, és a jövendőmondó mindkettejüknek balszerencsés eseteket jósol, amik be is következnek. Liznek randija van a tekepályán. Amikor Todd tudomást szerez erről, úgy dönt, hogy ő is randira hív egy lányt, ugyancsak a tekepályára. |                                              |                      |                |  |
| 10. | Like Water For Hotdogs                       | 1995. november 13.   |                |  |
| Közeleg Liz és Todd évfordulója, és Liz arra vár, hogy Todd randira hívja. Lila és Winston romantikus ötletekkel szolgálnak Toddnak. Jess egy iskolai darabra készül, Dorothy-t alakítja az Óz, a nagy varázslóban. Hogy könnyebben megtanulja a szerepét, a könyvtárba megy, hogy kikölcsönözzön pár kazettát, azonban a szalagokat véletlenül elcserélték, így Jessica spanyol nyelvleckét kap… |                                              |                      |                |  |
| 11. | The Quick and the Blonde                     | 1995. november 20.   |                |  |
| Bruce azt állítja, hogy egyik őse, Bruno Patman alapította Sweet Valley-t, és kiállítást rendez, amiben feltárja a város történetét. Eközben Liz talál egy naplót, amely egészen másként meséli el Sweet Valley történetét… |                                              |                      |                |  |
| 12. | Mixed Doubles                                | 1995. november 27.   |                |  |
| Liz segíteni próbál Enidnek hogy legyen egy kis önbizalma, és munkát ad neki a Oracle-nél. Időközben Bruce érdeklődését felkelti Isabel, a brazil cserediák. Bruce üzletet ajánl Jessicának: ha segít neki féltékennyé tenni Isabelt, akkor kölcsönadja Jessicának hétvégre a jachtját. A terv csődöt mond, amikor Bruce és Jessica felfedezik, hogy vonzódnak egymáshoz… |                                              |                      |                |  |
| 13. | Reading, Writing, Rescue                     | 1995. december 4.    |                |  |
| Bruce biztonsági kamerát szereltet fel a Moon Beach-ben. Jessica megmenti Winston életét, amikor az fulladozni kezd egy ételdarabtól. Legalábbis Winston – és mindenki más – ezt gondolja, csakhogy valójában Jessica meglöki a fulladozó Winstont, aki ettől kiköpi a torkán akadt falatot. Az életmentés után Winston olyan, mint Jess dzsinnje, a lány minden kívánságát teljesíti. A helyi tv úgy dönt, hogy bemutatja hogyan mentette meg Jessica Winston életét. Ekkor lép közbe Bruce, aki kezében a biztonsági kamera felvételével megfenyegeti Jessicát, hogy leleplezi valójában nem mentett meg senkit. Új diák érkezik Sweet Valleybe, David, akiről Enid azt gondolja, hogy nem érdeklődik utána, Liz pedig rájön, hogy a fiú nem tud olvasni. |                                              |                      |                |  |
| 14. | The War of the Pom-Poms                      | 1995. december 11.   | Pom-pom háború |  |
| Heather nemrég került Sweet Valleybe, kiváló pom-pom lány és a csapat őt szavazza meg új kapitányának Jessica helyett. Jess dühös és féltékeny amiért Heather lett az új kapitány, ezért otthagyja a csapatot, és sajátot alakít. Azonban a csapatából hiányzik egy tag; Jessica megzsarolja Lizt: testvére vagy belép a csapatba, vagy elmondja Toddnak, hogy míg ő Vermontban volt, Liz randizott Kennel. |                                              |                      |                |  |
| 15. | You Call this a Wonderful Life?              | 1995. december 18.   |                |  |
| A karácsonyi szünetben egy angyalt küldenek Elizabethnek és Jessicának, hogy megmutassa, milyen lenne a barátaik élete, ha ők meg sem születettek volna… |                                              |                      |                |  |
| 16. | Enchanted Evening                            | 1996. január 1.      |                |  |
| Jessica találkozik Sam Woodruff-fal azon a motorverseny-pályán, ahol Lizzel és Lilával Todd edzését nézik. Jessica egyre jobban megismeri Samet, és megtudja, hogy börtönben volt. Lila – miután szakított barátjával – minden idejét Lizzel és Toddal tölti, akiket az őrületbe kerget az állandó fecsegésével. |                                              |                      |                |  |
| 17. | Totally Clueless                             | 1996. január 8.      |                |  |
| A Moon Beachben biliárdversenyt szerveznek, melynek nyertesei ingyen elmehetnek a Bahamákra. Jessica és Lila mindent megtesznek, hogy megnyerják a versenyt, bár semmit nem tudnak a biliárdról. Időközben Winston és Manny megpróbálják meggyőzni Enidet, hogy amnéziája van és Manny a barátja. |                                              |                      |                |  |
| 18. | Win Sam, Lose Sam                            | 1996. január 15.     |                |  |
| Az egyik motorversenyen Todd elesik, Sam a segítségére siet, de a versenyt így elveszti. Sam úgy gondolja, hogy mivel nem nyerte meg a versenyt, már nincs esélye szponzort találni, és nem tud részt venni egy ausztráliai versenyen. Azonban ellenkezőleg történik. Jessica nem akarja, hogy Sam elmenjen, és Sam azt mondja Jessicának, hogy ő sem akar elmenni. Megjelenik az évkönyv, Toddot szavazzák meg a legszexibbnek, Bruce-t a legnagyobb szájúnak, Cherylt a legkifinomultabbnak, Winston kapja a valószínűleg az egyetem alatt is a szüleivel él majd címet, Manny lesz a legszebb mosolyú, Enidnek kapja a sokat beszél, keveset mond titulust, Lilát mániákus költekezőnek, Jessicát flörtgépnek, míg Lizt a legfelelősebbnek szavazzák meg, amitől kiborul. Liz úgy dönt, hogy iskolai bál szervezését átengedi Winstonnak, Mannynek és Bruce-nak. Cheryl, Lila és Enid úgy döntenek, hogy kísérő nélkül mennek el a bálra. De amikor Enidet megkéri Manny, hogy kísérje el, Bruce pedig Cherylt hívja el, Lila egyedül marad. Lila végül úgy dönt, hogy Winstonnal megy a bálra… |                                              |                      |                |  |
| 19. | Identical Opposites                          | 1996. január 22.     |                |  |
| A híres talk show, a Foxie Jones show ikreket keres főszereplőnek a következő műsorhoz. Jessica megpróbálja meggyőzni Lizt, hogy tartson vele, és vegyenek részt a műsorban. Liz végül beleegyezik, de ahogy meglátja a bemutatót, rájön, hogy azt hiszik róluk, hogy születésükkor elszakították őket egymástól és csak most találtak egymásra. Liz hamarosan bosszút áll Jessicán, amikor felveszik az adás következő részeit… |                                              |                      |                |  |
| 20. | One Big Mesa                                 | 1996. január 29.     |                |  |
| Közeleg a Sweet Valley és a Mesa csapata közti focimérkőzés. Az esemény mindenkit a hatalmába kerít, a diákok izgatottak. A két iskola durva tréfákat követ el egymás ellen, miközben Todd a félidei bemutatót rendezi, aminek tökéletesnek kell lennie. |                                              |                      |                |  |
| 21. | Sam Kind of Wonderful                        | 1995. február 5.     |                |  |
| Jessica és Sam minden idejüket együtt töltik, Lila pedig elhatározza, hogy csatlakozik Cherylhez, festeni kezd, és a fazekasságot is kipróbálja. Manny megpróbálja kitalálni, milyen típusú fiúkat szeret Enid, de a végén minden rosszul sül el. |                                              |                      |                |  |
| 22. | A Look Back in Anecdotes                     | 1996. március 25.    |                |  |
| Múlnak az évek, Jessicából egy talk show házigazdája, míg Elizabethből újságíró lesz. Amikor összejönnek, hogy kiürítsék a régi családi házat, a házban talált régi tárgyak régi emlékeket idéznek fel arról, hogy milyen is volt az élet, amikor a Sweet Valley High-ba jártak. |                                              |                      |                |  |

## Filmzene
A sorozatban elhangzó dalokat tartalmazó CD 1995-ben jelent meg, melyen a sorozat főcímdalának hosszabb verziója is helyet kapott. Az albumon található 14 dal legtöbbjét Kathy Fisher adja elő, beleértve a sorozat főcímdalát is.
Számlista
1. "Sweet Valley High Theme" (Long Version)
2. "Lotion" (Jessica's Theme)
3. "Rose Colored Glasses"
4. "She's Got the Answers"
5. "Not Myself Today"
6. "Alive"
7. "Rest of My Life"
8. "My Jessica"
9. "All to Myself"
10. "Secrets"
11. "My World"
12. "On Our Own"
13. "She Walks in Roses"
14. "Sweet Valley High Theme" (TV Version)

## DVD kiadás
A sorozatnak mindössze az első évada jelent meg DVD-n az Amerikai Egyesült Államokban, a Buena Vista Home Entertainment gondozásában. A széria további 3 évada még jelent meg DVD-n.
| DVD                  | Epizódok száma # | Megjelenés dátuma |
| -------------------- | ---------------- | ----------------- |
| A komplett első évad | 22               | 2005. március 8.  |

## Érdekességek
- Michael Hayashida, Koichi alakítója cserediákként tűnt fel a sorozatban, az első évad közepén csatlakozott a stábhoz. Az évad végéig maradt, majd a 2. évadra minden említés nélkül eltűnt, és többet nem említették. Patty Gilbert szintén csak az első évadban szerepelt, és Koichihez hasonlóan említés nélkül kiírták a sorozatból. Bruce Patman volt az egyetlen olyan karakter, akinek hirtelen eltűnését ténylegesen megmagyarázták.[5]
- Amy Danles, aki Enid Rollins szerepét játszotta, és Manley Pope, Devon Whitelaw megformálója a való életben házasok, és van egy lányuk.[5]
- Bridget Flanery és Ryan James Bittle egy ideig együtt jártak a sorozat forgatása alatt.[5]
- A 4 évad során egyszer sem tűnnek fel a szereplők szülei a sorozatban, bár többször utalnak rájuk. Az első évad 6. epizódjában halljuk az ikrek szüleinek hangját, illetve a 3. évadban hasonló módon Reginald Patman apja is feltűnik kétszer.[5]
- A Moon Beach Cafeban olykor felhangzik egy-egy, a sorozatban hallható dal mint háttérzene.[5]
- Csak Brittany Daniel, Cynthia Daniel, Amy Danles, Harley Rodriguez és Michael Perl szerepel a sorozat mind a 4 évadában.
- A Sweet Valley Highban volt Jensen Ackles egyik első televíziós szereplése, aki elsősorban a Smallville és Odaát című sorozatoknak köszönheti ismertségét. Jensen az All Along the Water Tower című epizódban tűnt fel, mely a harmadik évad 17. része. Szerepe szerint fotóst, és egyben Enid egyik rokonát alakította.[6]
- A sorozatban Seann William Scott is feltűnt, mint életmentő.[7][8][9]

## Díjak és jelölések
| Év   | Díj                 | Kategória                                                                        | Eredmény |
| ---- | ------------------- | -------------------------------------------------------------------------------- | -------- |
| 1995 | Young Artist Awards | Legjobb alakítást nyújtott színésznő egy sorozatban (Brittany és Cynthia Daniel) | Nyert    |
| 1995 | Young Artist Awards | Legjobb együttes alakítás ifjúsági sorozatban                                    | Jelölés  |

## Fordítás
- Ez a szócikk részben vagy egészben a Sweet Valley High (TV series) című angol Wikipédia-szócikk fordításán alapul.  Az eredeti cikk szerkesztőit annak laptörténete sorolja fel. Ez a jelzés csupán a megfogalmazás eredetét és a szerzői jogokat jelzi, nem szolgál a cikkben szereplő információk forrásmegjelöléseként.

## Külső hivatkozások
- Sweet Valley High az Internet Movie Database oldalon (angolul)
- Sweet Valley High a TV.com-on Archiválva 2009. február 23-i dátummal a Wayback Machine-ben
- Sweet Valley Unlimited:: Your Source to Everything Sweet Valley
- Sweet Valley High: A komplett első évad – DVD ismertető
- Sweet Valley High – Részletes epizódismertető Archiválva 2009. február 3-i dátummal a Wayback Machine-ben